# Vila Rica (marca)
Vila Rica es una recordada marca de cigarrillos del fabricante de cigarros J. Reynolds, que en forma involuntaria y a través de un vídeo publicitario del año 1976, consagró a nivel popular en Brasil la llamada Ley de Gérson.